# Rubén Sierra
Rubén Angel Sierra García (né le 6 octobre 1965 à Río Piedras, Porto Rico) est un ancien voltigeur de la Ligue majeure de baseball. Il joue 20 saisons de 1986 à 2006, passant notamment 10 ans chez les Rangers du Texas.
Il frappe 306 coups de circuit durant une carrière qui l'amène aussi à passer 5 saisons chez les Yankees de New York et près de 3 chez les Athletics d'Oakland, auxquels les Rangers l'échangent en 1992 en retour de Jose Canseco. Rubén Sierra a été sélectionné 4 fois pour le match des étoiles et remporté un Bâton d'argent.

## Carrière

### Rangers du Texas
Rubén Sierra signe son premier contrat professionnel en 1982 avec les Rangers du Texas et fait ses débuts dans le baseball majeur le 1er juin 1986. Il s'impose dès sa seconde année avec 30 circuits et 109 points produits en 1987. En 1989, il joue les 162 matchs de son équipe, mène la Ligue américaine avec 119 points produits, une moyenne de puissance de ,543 et un total de buts de 344, est premier des majeures avec 14 triples, claque 29 circuits et maintient une moyenne au bâton de ,306. Ses performances offensives lui valent un Bâton d'argent, une première invitation au match des étoiles de mi-saison et une seconde place derrière Robin Yount des Brewers de Milwaukee au vote de fin d'année désignant le joueur par excellence de la Ligue américaine. En 1991, il maintient une moyenne au bâton de ,307 avec 25 circuits et 116 points produits. Il représente à nouveau les Rangers à la partie d'étoiles en 1991 et 1992.

### Échange aux Athletics d'Oakland
Le contrat de Sierra chez les Rangers vient à échéance à la fin de la saison 1992 et il a, au cours de la dernière année, déjà refusé un nouveau contrat de 25 millions de dollars offert par le club. Déjà, avant la campagne, les Rangers avaient été forcés de lui octroyer 5 millions de dollars, somme record à l'époque, au terme d'une démarche d'arbitrage salarial. Confrontés à la perspective de perdre leur joueur étoile et croupissant au 4e rang de leur division, à 15 matchs de la tête, les Rangers échangent Sierra le 31 août 1992. La transaction est conclue juste avant l'heure limite, pour permettre à sa nouvelle équipe, les Athletics d'Oakland, de l'ajouter à leur effectif pour les séries éliminatoires qui approchent. Le 31 août 1992, Texas transfère donc Rubén Sierra, le lanceur partant droitier Bobby Witt et le releveur droitier Jeff Russell aux A's d'Oakland en retour du voltigeur étoile Jose Canseco. La transaction ébranle le monde du baseball : aucun joueur n'a réussi autant de coups de circuit (230) que Canseco entre 1986 et 1992, et le transfert de ces joueurs vedettes attirent des comparaisons avec l'échange de Rogers Hornsby pour Frankie Frisch entre les Cardinals de Saint-Louis et les Giants de New York en 1926. Sierra termine la saison 1992 à Oakland puis participe pour la première fois aux éliminatoires lorsque les A's remportent le titre de la division Ouest de la Ligue américaine. Malgré un circuit, 7 points produits et une moyenne au bâton de ,333 de Sierra, Oakland perd la Série de championnat face à Toronto.
En décembre 1992, Sierra est devenu agent libre et accepte un contrat de 5 ans évalué à une trentaine de millions de dollars avec les A's d'Oakland. En 1993, il produit plus de 100 points pour la 4e et dernière fois de sa carrière : malgré une moyenne au bâton qui chute à ,233 il frappe 22 circuits et produit 101 points. En 1994, il claque 23 longues balles et produit 92 points en 110 matchs pour Oakland, en plus d'honorer sa 4e et dernière invitation en carrière au match des étoiles. 

### Yankees de New York
Il ne complète pas son contrat avec Oakland puisque le 28 juillet 1995, les A's l'échangent aux Yankees de New York contre le vétéran voltigeur Danny Tartabull.
Après avoir joué en éliminatoires pour les Yankees en 1995, Sierra est forcé de quitter le club peu avant sa conquête de la Série mondiale 1996. Après s'être plaint de ne pas jouer assez souvent, il est le 31 juillet 1996 échangé aux Tigers de Détroit contre le frappeur de puissance Cecil Fielder.

### Dernières saisons
Par la suite, Sierra change souvent d'équipe. Il amorce 1997 chez les Reds de Cincinnati mais, rapidement libéré de son contrat, rejoint les Blue Jays de Toronto où il complète la campagne. En 1998, il fait un passage chez les White Sox de Chicago. Après avoir été remercié par 3 équipes différentes en seulement 13 mois, des essais chez les Mets de New York et les Indians de Cleveland s'avèrent infructueux. Hors du baseball majeur, il ne trouve un poste que dans le baseball indépendant en 1999. Après avoir joué pour les Langosteros de Cancún de la Ligue mexicaine au printemps 2000, son contrat est racheté par les Rangers du Texas le 1er mai. Il étonne en 2001 pour Texas avec 23 circuits, 67 points produits en 94 matchs et une moyenne au bâton de ,291 qui lui permettent de mériter le prix du meilleur retour de l'année en Ligue américaine.
En 2002, il frappe pour ,270 avec 60 points produits en 122 matchs joués pour les Mariners de Seattle. Il retourne en 2003 chez les Rangers mais ceux-ci le transfèrent, en juin, à une autre de ses anciennes équipes, les Yankees. Ces derniers envoient en retour d'un voltigeur alors dans les ligues mineures, Marcus Thames au club du Texas. Joueur semi-régulier des Yankees en 2004, Sierra s'illustre en éliminatoires : dans le 4e match de la Série de divisions face aux Twins du Minnesota, il claque en 8e manche un circuit de 3 points aux dépens de Juan Rincón qui crée l'égalité 5-5 dans une rencontre que New York remporte 6-5 en 11 manches de jeu pour accéder à la Série de championnat de la Ligue américaine. Après avoir évolué pour les Yankees jusqu'en 2005, Sierra complète sa carrière par quelques matchs chez les Twins en 2006.

### Palmarès
En 20 saisons, Rubén Sierra a disputé 2 186 matchs dans les Ligues majeures. Il compte 2 152 coups sûrs dont 428 doubles, 59 triples et 306 circuits. Il a compilé 1 322 points produits, 1 084 points marqués et 142 buts volés. Sa moyenne au bâton en carrière s'élève à ,268 et sa moyenne de puissance à ,450. Il a ajouté 24 coups sûrs, 5 circuits et 21 points produits et maintenu une moyenne au bâton de ,264 en 31 matchs éliminatoires. Sierra possédait également une bonne réputation pour son jeu au champ droit, bien qu'il n'ait jamais reçu de distinctions récompensant ses performances défensives.
En 2009, Sierra est intronisé au Temple de la renommée des Rangers du Texas, qui le reconnaissent ainsi comme l'un des joueurs importants de l'histoire de leur franchise. En revanche, il ne reçoit aucun vote lors de sa première année d'éligibilité au Temple de la renommée du baseball en 2012 et se retrouve par conséquent écarté des scrutins suivants.
Grande vedette au Texas en début de carrière, il semblait destiner pour de grands honneurs mais contrarie souvent ses employeurs. Son gérant chez les A's d'Oakland, Tony La Russa, souligne une dispute avec le directeur-gérant du club, Sandy Alderson, qui a contribué à son échange vers New York en 1995. Le manager des Yankees, Joe Torre, a dans son autobiographie qualifié Sierra de « joueur le plus difficile » qu'il eut à diriger. La Russa souligne cependant un changement d'attitude chez Sierra et la ténacité dont il a fait preuve pour revenir au jeu après avoir été congédié par 3 clubs différents en 13 mois en 1997 et 1998, puis s'être retrouvé sans emploi en 1999. Rendu plus humble par les difficultés, Sierra a présenté des excuses à Torre et La Russa et son professionnalisme a été remarqué lors des dernières saisons de sa carrière.